# Uchinada
Uchinada (japanska: 内灘町?, Uchinada-machi) är en landskommun (köping) i Ishikawa prefektur i Japan. Uchinada station ligger cirka 7 kilometer nordväst om centrala Kanazawa.